# Roodfigurige stijl

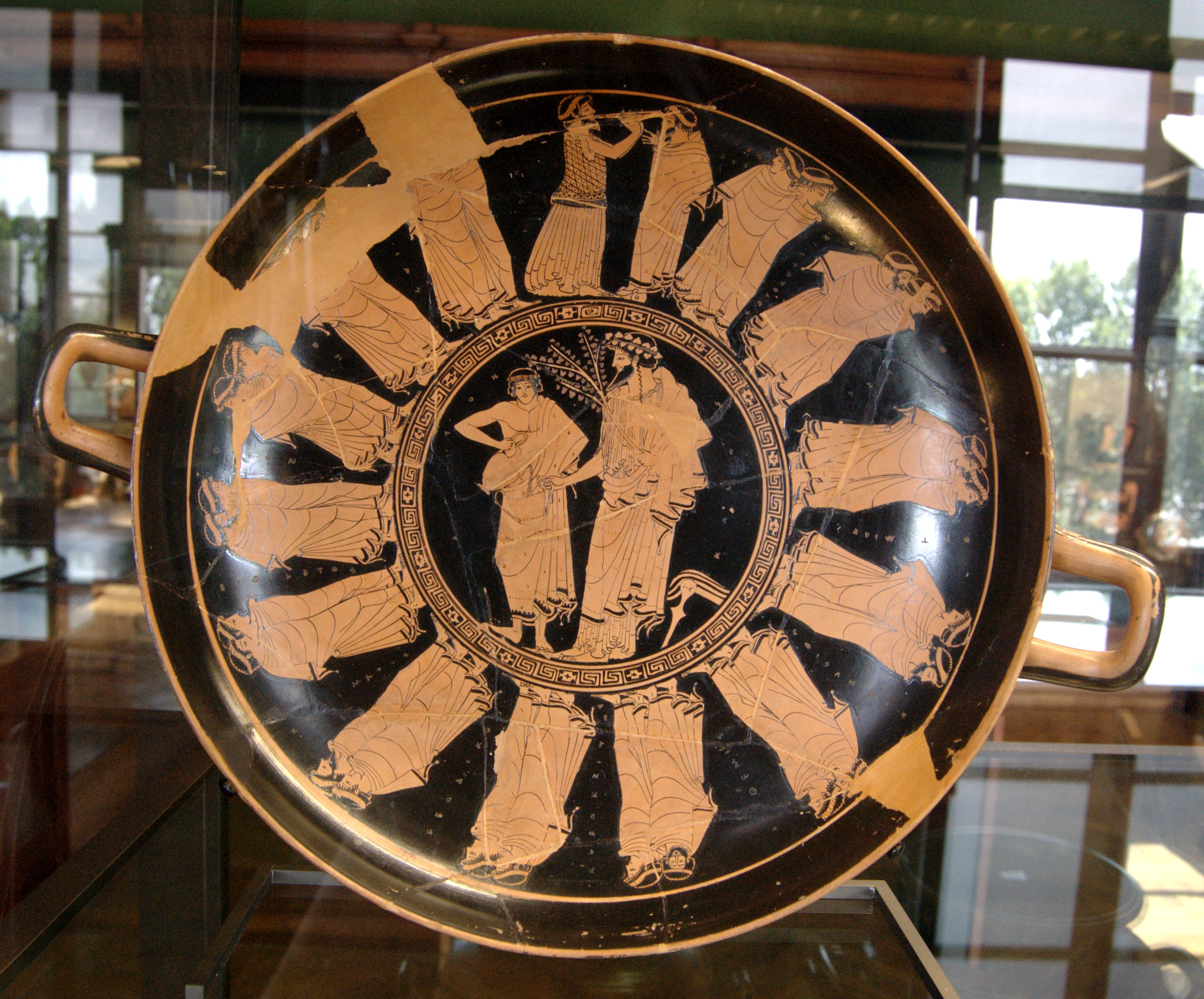
Optocht van mannen, drinkschaal door de Triptolemos-schilder
ca. 480 v.Chr. Parijs: Louvre

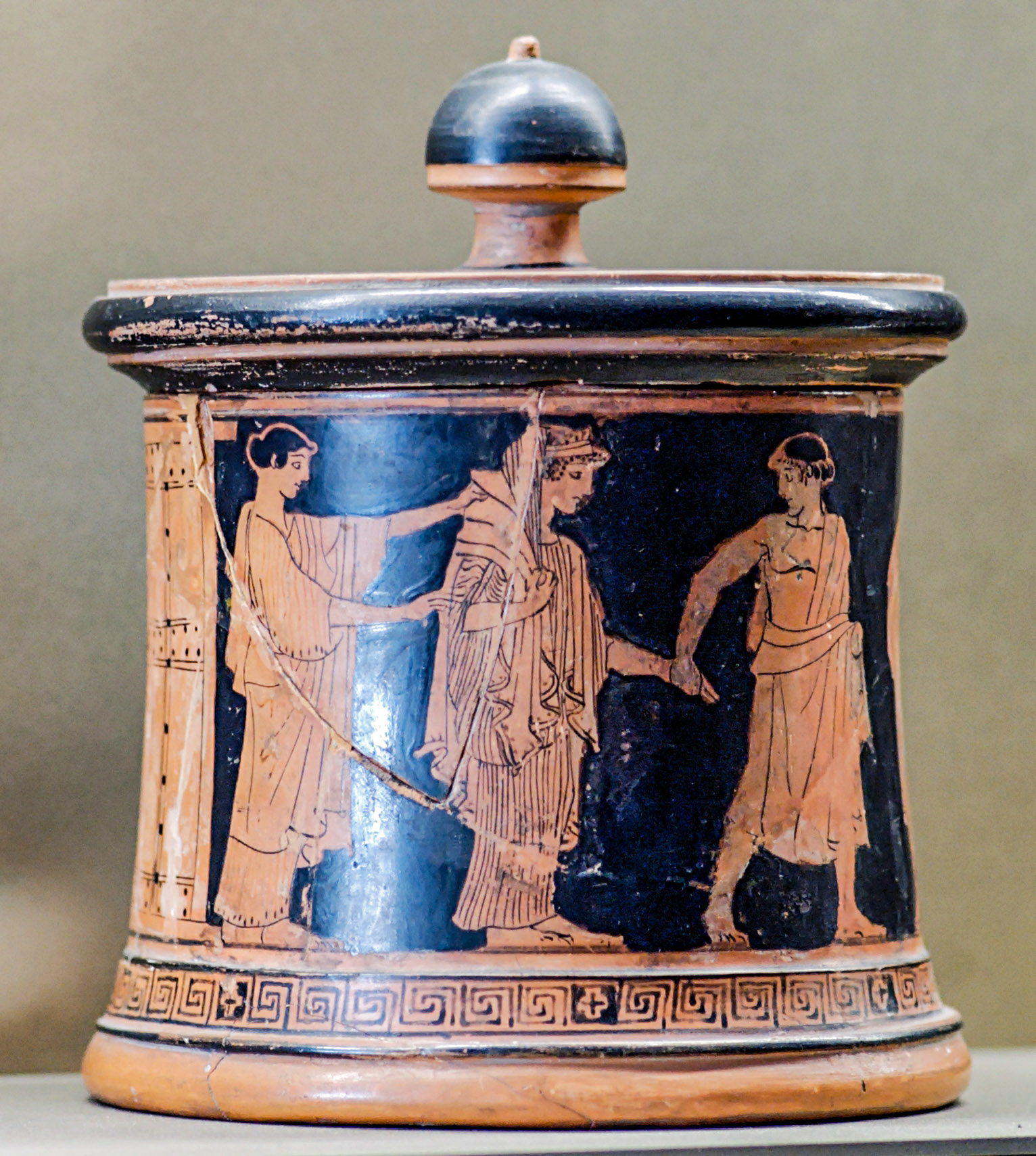
De bruiloft van Thetis
pyxis door de bruiloftschilder
ca. 470/460 v.Chr. Parijs: Louvre

De roodfigurige stijl is een van de belangrijkste vormen van beschildering van Oud-Grieks aardewerk. Het ontstond rond 540 v.Chr. in het oude Athene en duurde voort tot de late 3e eeuw v.Chr. De stijl verving na de introductie binnen enkele decennia de daarvoor dominerende zwartfigurige stijl. De tegenwoordige naam is afgeleid van de rode figuren die staan afgebeeld op een zwarte achtergrond, het tegenovergestelde van de voorgaande zwartfigurige stijl, die zich juist kenmerkte door zwarte figuren op een rode achtergrond. De belangrijkste plaatsen waar de vazen werden gemaakt waren Attica en Magna Graecia, tegenwoordig Zuid-Italië. De stijl werd ook in andere delen van Griekenland toegepast en Etrurië in het midden van het huidige Italië werd een belangrijk productiecentrum buiten de Griekse Wereld.
De Attische roodfigurige vazen werden geëxporteerd naar andere delen van Griekenland en ook daarbuiten. Lange tijd domineerden ze de markt voor fijne keramiek. Maar weinig andere centra voor pottenbakkerij konden zich met Athene meten in termen van innovatie, kwaliteit en productiecapaciteit. Van de roodfigurige vazen die werden gemaakt in Athene zijn tegenwoordig nog ruim 40.000 exemplaren en fragmenten overgebleven en uit Zuid-Italië zijn 20.000 exemplaren en fragmenten daarvan behouden gebleven. Sinds de eerste onderzoeken door John D. Beazley en Arthur D. Trendall is er veel voortgang geboekt bij de studie naar deze kunststijl. Sommige vazen kunnen worden toegeschreven aan individuele kunstenaars of scholen. De afbeeldingen op de vazen illustreren de cultuurgeschiedenis, het dagelijks leven, de iconografie en de mythologie van het oude Griekenland.